# Apamea nigrescens
Apamea nigrescens är en fjärilsart som beskrevs av Hans-Joachim Hannemann 1916. Apamea nigrescens ingår i släktet Apamea och familjen nattflyn. Inga underarter finns listade i Catalogue of Life.